# Bucium (Trâmbiță)
Le bucium, également appelé trâmbiță (trombãtta en piémontais, Трембіта ou trembita dans les langues slaves) ou encore tulnic, est un instrument à vent de la musique roumaine et moldave. Il peut mesurer de 1,5 à 3 mètres de long. Il était traditionnellement utilisé pour appeler les troupeaux de moutons. Son extrémité est soit droite, soit évasée. Sa forme et le nom de bucium dérivent du latin buccin. Le nom de trâmbiță vient du verbe « barrir » (en roumain a trâmbița, lui-même issu du germanique trumba, également à l'origine des mots « trompe » et « trompette »). Il est le plus souvent en bois, et quelquefois en métal, auquel cas le son qu'il produit est proche du trombone.

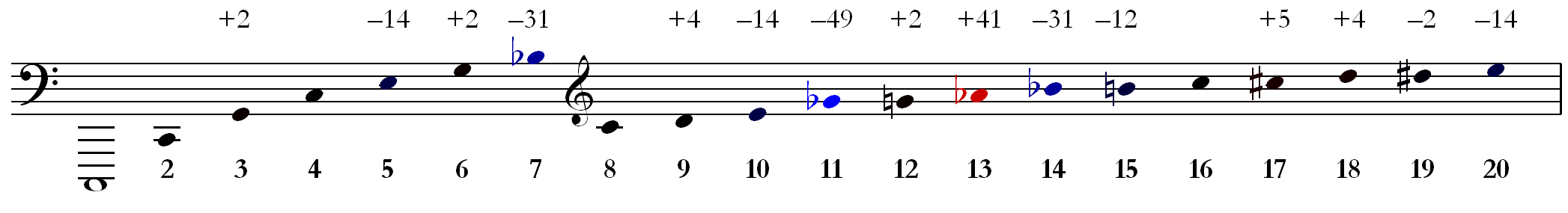
Appels au « tulnic »